# Gessle Over Europe
Gessle Over Europe é um álbum do cantor sueco Per Gessle, lançado em 2009. 
Este álbum é uma compilação de músicas registradas nos shows de sua turnê europeia de divulgação do álbum Party Crasher. No repertório do álbum entraram músicas de sua carreira solo (mas somente com músicas em inglês), e também músicas do Roxette, além de uma versão de "(I’m Not Your) Steppin’ Stone", da banda The Monkees.
Gessle Over Europe foi lançado em CD e LP. Também foi lançado um DVD com o registro do show realizado em Estocolmo.

## CD
1. Dressed For Success (Live in Cologne)
2. Drowning in Wonderful Thoughts About Her (Live in Cologne)
3. Stupid (Live in London)
4. Wish I Could Fly (Live in London)
5. She Doesn’t Live Here Anymore (Live in Copenhagen)
6. 7Twenty7 (Live in Amsterdam)
7. I Have a Party In My Head (Live in Amsterdam)
8. Late, Later On (Live in Amsterdam)
9. Listen To Your Heart (Live in Cologne)
10. Do You Wanna Be My Baby? (Live in Copenhagen)
11. Opportunity Nox (Live in London)
12. Doesn’t Make Sense (Live in Cologne)
13. Joyride (Live in Stockholm)
14. C’mon (Live in Warsaw)
15. Are You An Old Hippie, Sir? (Live in Warsaw)
16. It Must Have Been Love (Live in Cologne)
17. The Look (Live in Halmstad)
18. Hey Mr. DJ (Live in Amsterdam)
19. (I’m Not Your) Steppin’ Stone (Live in Munich)
20. Sleeping In My Car (Live in Amsterdam)
21. Queen Of Rain (Live in Cologne)

## DVD
O DVD é o registro do show realizado em Estocolmo, em 9 de maio de 2009.
1. Dressed For Success
2. Drowning in Wonderful Thoughts About Her
3. Stupid
4. The Party Pleaser
5. Wish I Could Fly
6. She Doesn’t Live Here Anymore
7. 7Twenty7
8. I Have a Party In My Head (I Hope It Never Ends)
9. Late, Later On
10. Listen To Your Heart
11. Do You Wanna Be My Baby?
12. Opportunity Nox
13. Doesn’t Make Sense
14. Church Of Your Heart
15. Dangerous
16. Joyride
17. C’mon
18. Are You an Old Hippie, Sir?
19. The Look
20. It Must Have Been Love
21. Hey Mr DJ (Won’t You Play Another Love Song)
22. (I’m Not Your) Steppin’ Stone
23. Sleeping In My Car
24. Queen Of Rain

O DVD possui ainda clipes da carreira solo do Per e alguns vídeos feitos pelo próprio durante a turnê, registrando tudo o que se passava por trás dos palcos.

## LP

### Disco 1
- Lado A

1. Dressed For Success
2. Drowning in Wonderful Thoughts About Her
3. Stupid
4. The Party Pleaser
5. Wish I Could Fly
6. She Doesn’t Live Here Anymore

- Lado B

1. 7Twenty7
2. I Have a Party In My Head (I Hope It Never Ends)
3. Late, Later On
4. Listen To Your Heart
5. Do You Wanna Be My Baby?
6. Opportunity Nox

### Disco 2
- Lado A

1. Doesn’t Make Sense
2. Church Of Your Heart
3. Dangerous
4. Joyride
5. C’mon
6. Are You An Old Hippie, Sir?

- Lado B

1. The Look
2. It Must Have Been Love
3. Hey Mr DJ (Won’t You Play Another Love Song)
4. (I’m Not Your) Steppin’ Stone
5. Sleeping In My Car
6. Queen Of Rain